# Рівненський автобус
Рівненський автобус — система автобусного громадського транспорту Рівного, що складається з міських та приміських маршрутів. Більшість приміських рейсів також здійснюють перевезення містом. Основними є приватні перевізники. У поминальні дні (православні, в першу неділю після православного Великодня — маршрути до кладовища).

## Історія
З 2016 року у місті діє система диспетчеризації руху пасажирського транспорту із використанням системи GPS-навігації, що дає змогу стежити за рухом маршруток в режимі реального часу.
Від травня 2019 року почали курсувати додаткові автобуси БАЗ-2215.
Від січня 2020 року почали курсувати великі автобуси MAN.
На час карантину скасували пільгові перевезення і маршрути, що на посилений карантин залишили лише маршрут № 1.
В грудні 2022 року було запущено новий маршрут № 47а. 
20 липня 2023 року маршрут № 45 продовжений до вулиці Князя Романа. 
1 грудня 2022 року було припинено курсування восьми автобусних маршрутів. З них 6 через нерентабельність (№ 30, 41, 42, 58, 65, 67), а 2 через дублювання автобусних маршрутів № 7, 1 (№ 34, 51). Маршрут № 64 продовжений до Колоденки. На маршруті № 43 збільшено кількість одиниць з 1 до 4, а на № 58 з 2 до 12. 
23 жовтня 2023 року відбувся тендер на 20 автобусів. Дві компанії взяли участь, серед них виграла компанія "Авто-Бас". 
1 грудня 2023 року виїхали нові автобуси VDL Berkhof і Solaris Urbino 12 на маршрути. Було водночас змінено маршрути з № 49 на № 4 і з № 39 на № 6. Однак, через претензії пасажирів щодо великого інтервалу було розірвано договір з перевізником Голюх Андрій Костянтинович, натомість з 27 грудня 2023 обслуговуватиме перевізник Корольчук Людмила Володимирівна. 
З січня 2025 року у Рівному планують ввести електронний квиток. 

## Маршрути
| Перелік автобусних маршрутів м. Рівне | Перелік автобусних маршрутів м. Рівне | Перелік автобусних маршрутів м. Рівне | Перелік автобусних маршрутів м. Рівне                         |
| Діючі маршрути                        | Діючі маршрути                        | Діючі маршрути                        | Діючі маршрути                                                |
| №                                     | Початковий пункт                      | Кінцевий пункт                        | Примітка                                                      |
| ------------------------------------- | ------------------------------------- | ------------------------------------- | ------------------------------------------------------------- |
| 1                                     | Льонокомбінат                         | м/н Ювілейний                         | Єдиний маршрут за весь час карантинних обмежень, курсують MAN |
| 4                                     | вул. Енергетиків                      | м/н Ювілейний                         | До 30 листопада 2023 р. курсував під № 49.                    |
| 6                                     | вул. Волинської Дивізії               | м/н Ювілейний                         | До 30 листопада 2023 р. курсував під № 39.                    |
| 7                                     | м/н Басовщина                         | Луцьке кільце                         |                                                               |
| 35                                    | вул. Будівельників                    | ЗОШ № 19                              | за годинниковою стрілкою                                      |
| 35а                                   | вул. Будівельників                    | ЗОШ № 19                              | проти годинникової стрілки                                    |
| 37                                    | вул. Севастопольська                  | вул. Мельника                         |                                                               |
| 38                                    | вул. Коновальця                       | Агроресурс                            | за годинниковою стрілкою                                      |
| 38а                                   | вул. Коновальця                       | Агроресурс                            | проти годинникової стрілки                                    |
| 43                                    | вул. Олексинська                      | м/н Басів Кут                         | проти годинникової стрілки                                    |
| 45                                    | вул. Князя Романа                     | ЗОШ № 19                              |                                                               |
| 47                                    | Льонокомбінат                         | Аеропорт                              |                                                               |
| 47а                                   | Льонокомбінат                         | вул. Тиннівська                       |                                                               |
| 53                                    | НВО «Потенціал»                       | вул. Вербова                          |                                                               |
| 56                                    | Автостанція "Чайка"                   | Залізнична станція                    |                                                               |
| 57                                    | ПМК-100                               | вул. Коновальця                       |                                                               |
| 61                                    | м/н Ювілейний                         | Новий двір                            |                                                               |
| 61а                                   | м/н Ювілейний                         | вул. Корнинська                       |                                                               |
| 64                                    | Колоденка                             | Залізнична станція                    |                                                               |
| 66                                    | Онкодиспансер                         | вул. Червоногірська                   |                                                               |
| Скасовані маршрути                    |                                       |                                       |                                                               |
| 3                                     | Зоопарк                               | Аеропорт                              |                                                               |
| 30                                    | вул. Волинської Дивізії               | вул. Енергетиків                      | Скасований через нерентабельність                             |
| 32                                    | вул. Театральна                       | Обласна лікарня                       |                                                               |
| 34                                    | Зоопарк                               | м/н Ювілейний                         | Дублював маршрут № 7                                          |
| 39                                    | вул. Волинської Дивізії               | м/н Ювілейний                         | Замінено на маршрут № 6                                       |
| 41                                    | вул. Мельника                         | Зоопарк                               | Скасований через нерентабельність                             |
| 42                                    | Луцьке кільце                         | Автостанція                           | Скасований через нерентабельність                             |
| 44                                    | вул. Олексинська                      | м/н Басів Кут                         | за годинниковою стрілкою                                      |
| 49                                    | вул. Енергетиків                      | вул. Макарова                         | Замінено на маршрут № 4                                       |
| 51                                    | Льонокомбінат                         | вул. Млинівська                       | Дублював маршрут № 1                                          |
| 65                                    | вул. Мельника                         | РЗТО                                  | Скасований через нерентабельність                             |
| 67                                    | Волинські Дивізії                     | ТРЦ «Екватор»                         | Скасований через нерентабельність                             |